# Andreas Bach
Andreas Bach (Erfurt, 10 de outubro de 1968) é um desportista alemão que competiu no ciclismo nas modalidades de pista, especialista na prova de perseguição por equipas, e rota.
Ganhou duas medalhas no Campeonato Mundial de Ciclismo em Pista, ouro em 1994 e prata em 1993.

## Medalheiro internacional
| Campeonato Mundial | Campeonato Mundial | Campeonato Mundial | Campeonato Mundial      |
| Ano                | Lugar              | Medalha            | Competição              |
| ------------------ | ------------------ | ------------------ | ----------------------- |
| 1993               | Hamar ( Noruega)   | Medalha de prata   | Perseguição por equipas |
| 1994               | Palermo ( Itália)  | Medalha de ouro    | Perseguição por equipas |